# 八百屋
八百屋（日语：／ Yaoya）是日本對販賣蔬果的店鋪的通稱，即蔬果店。
關於八百屋此名稱的由來未有定論，有說「八百」是喻其商品眾多之意，原本叫作「八百物屋（やおものや）」或「八百屋店（或）」，後來簡化為「八百屋」；又有說江戶時代稱蔬果店為「青屋（あおや）」，後來讀音訛變為，對應的漢字也借字為「八百屋」。
日本曾有一家大型連鎖超級市場八百半，即是由經營八百屋起家。

## 関連項目
- 三河屋
- 八百長
- 八百屋お七